# Joji (artist)
George "Joji" Miller (även känd som Filthy Frank) född 1992, är en japansk-australiensk musiker, sångare, låtskrivare, författare och före detta youtuber. På sina YouTube-kanaler publicerade han för det mesta videoklipp i nonsenshumor-genren, bland annat som karaktärerna Filthy Frank och Pink Guy. George Miller föddes i Japan och som son till Filet Miller och Moxio Miller. 
Miller har även publicerat musik och har släppt två album under namnet Joji. Hans album Pink Season, släppt under namnet Pink Guy, nådde toppen av Itunes topplistan och plats 70 på Billboard 200.

## YouTube-karriär

### DizastaMusic
Miller startade sin YouTube-karriär år 2008 under namnet DizastaMusic, där han mestadels lade ut korta klipp och sketcher med sina vänner. År 2011 lade Miller ut sin första video där han spelade karaktären Filthy Frank, en pervers, högljudd och kontroversiell japansk man. I senare klipp spelar Miller också karaktärerna Pink Guy och Chin Chin.
Under denna tid lade Miller också upp sin första låt framförd som Filthy Frank.
År 2013 publiceras videon Do the Harlem Shake där Miller och två andra män dansar till låten Harlem Shake. Klippet blev viralt och gav upphov till the Harlem Shake challenge där deltagarna skulle dansa till låten och sedan lägga ut den online. Videon har 68 miljoner visningar (juni 2024).

### TVFilthyFrank
I videon kill me! haha! publicerad mars 2015 berättade Miller att han skulle sluta lägga upp på DizastaMusic-kanalen och istället publicera på TVFilthyFrank. På den nya kanalen fortsatte han att lägga ut humorklipp om Filthy Frank, Pink Guy och Chin Chin.

### Slutet för Filthy Frank
Den 27 september 2017 lade Miller ut sin sista video som Filthy Frank. Han avslutade Filthy Frank-universumet och släppte även boken Francis of the Filth för att berätta hela historien om de karaktärer han hade skapat på YouTube.

I en intervju med Billboard berättade han att han och hade vuxit ur den humor som Filthy Frank stod för.
George Miller - “It was a humor that I started when I was in high school,” “So naturally as I got older, I got tired of that humor. People's taste change. People's humor change.” (sv: "Det var en humor jag började med på gymnasiet" "Så när jag blev äldre växte jag naturligt ur det. Folks smak ändras. Folks humor ändras.")

## Joji
I oktober 2017 släppte Miller musikvideon till låten Will he under sitt nya artistnamn Joji. Månaden därefter släpptes EP:n In Tongues, med Will he och fem andra låtar. Albumet är långsamt och mycket R&B-influerat. 
Jojis första studioalbum Ballads1 släpptes den 26 oktober 2018 och hamnade direkt etta på Billbords top R&B/Hip-Hop-lista.